# Прапротно
Прапротно (словен. Praprotno) — поселення в общині Шкофя Лока, Горенський регіон, Словенія. Висота над рівнем моря: 390,4 м.